# コズミックピンク
「コズミックピンク」は、immiの楽曲。本人が作詞・作曲とも手掛けた。2007年12月12日に彼女のデビューシングルとしてGrand Traxより配信限定リリースされた。
シングルの発売に先駆け、2007年11月28日に表題曲の単曲が配信サイトにて先行配信された。

## 概要
シングルとして前作『Jellyfish』から約1年4か月ぶりのリリースとなり、中澤真由からimmiに改名後のデビュー・シングルでもある。
日本のiTunes Storeにて「今週のシングル」に抜擢され、「コズミックピンク」の単曲が2007年11月28日から12月4日までの期間限定で無料配信が行われた。同サイトで5万件を超えるダウンロードを記録した。
2008年3月、シングルのカップリング曲「Local Train」がキヤノンのデジタルカメラ「iVIS」TV-CMソングに採用された。CMに流れているものは原曲バージョンとはミックスが若干異なっている。
本作に収録曲3曲は、本人のファースト・アルバム『Switch』に収録されていたものであるが、「コズミックピンク」は「Cosmic Pink (Album ver.)」というタイトルでリアレンジされている。
その後、THE LOWBROWSによってリミックスされ、2009年7月1日にリリースされた計5曲収録のEPの表題曲に採用された（下記参照）。

## シングル収録内容
| 全作詞・作曲: immi。 |                      |           |            |                                       |      |
| #                    | タイトル             | 作詞      | 作曲・編曲 | 編曲・プロデュース                    | 時間 |
| 1.                   | 「コズミックピンク」 | immi      | immi       | Masao Nisugi                          | 5:51 |
| 2.                   | 「Milk & Honey」     | immi      | immi       | Masao Nisugi                          | 6:00 |
| 3.                   | 「Local Train」      | immi      | immi       | jetbikini 追加プロデュース：masamusic | 4:35 |
| 合計時間:            | 合計時間:            | 合計時間: | 16:26      |                                       |      |

## リミックス EP
『コズミックピンク (THE LOWBROWS Remix) EP』は、immiのミニアルバム。2009年7月1日にGrand Traxより配信限定リリースされた。
表題曲は、THE LOWBROWSによるimmiのデビュー曲のリミックスバージョンとなっている。リミックスはヨハン・パッヘルベルの「カノン」をサンプリングしている。immiがデフスターレコーズ移籍後初となる作品『Wonder EP』にも収録された。アルバムに収録されている他の曲は、immi自身がセレクトしたものである。
日本のiTunes Storeにて300円で販売され、同サイトのトップダンスアルバムチャートで2位を獲得した。

## 収録曲
| 全作詞・作曲: immi。 |                                          |       |            |      |
| #                    | タイトル                                 | 作詞  | 作曲・編曲 | 時間 |
| 1.                   | 「コズミックピンク」(THE LOWBROWS Remix) | immi  | immi       | 3:37 |
| 2.                   | 「クラクション」                         | immi  | immi       | 5:06 |
| 3.                   | 「Go with the flow」(feat. Shigeo)       | immi  | immi       | 4:51 |
| 4.                   | 「Hazy」                                 | immi  | immi       | 4:10 |
| 5.                   | 「Local Train」                          | immi  | immi       | 4:36 |
| 合計時間:            | 合計時間:                                | 22:20 |            |      |